# Коростелёв, Николай Борисович
Николай Борисович Коростелёв (22 декабря 1929, Москва — 29 октября 2020) — советский и российский врач-гигиенист, историк медицины, москвовед, кандидат медицинских наук (1969), профессор 1-го МГМУ имени И. М. Сеченова, автор многих книг для детей и взрослых о природе и сохранении здоровья, а также научных публикаций в области истории медицины и методики её преподавания.

## Биография
Родился на свет 22 декабря 1929 года в Москве в интеллигентной семье. Отец — Коростелёв, Борис Васильевич (14.08.1889, Пушкино — 25.12.1941, Колыма, лагерь прииска «Золотистый») — советский учёный-аэродинамик, старший инженер ЦАГИ, репрессирован в 1937 году, реабилитирован в 1960 году.
В 1955 году окончил санитарно-гигиенический факультет 1-го Московского ордена Ленина медицинского института имени И. М. Сеченова. В 1955—1956 годах — врач-методист Городского Дома санитарного просвещения, в 1956—1958 годах — старший инспектор Главного санитарно-эпидемиологическом управлении Минздрава РСФСР.
В 1958—1975 годах — в Центральном НИИ санитарного просвещения Минздрава СССР: аспирант (1958—1961), старший редактор (1961—1962), заведующий отделом гигиенического обучения и воспитания детей, подростков и учащейся молодёжи (1962—1975). В 1969 году защитил кандидатскую диссертацию, посвященную профилактике близорукости. К концу 1973 года подготовил диссертацию на соискание доктора медицинских наук, однако не подавал на защиту.
С 1971 года — консультант Всемирной организации здравоохранения в регионе Юго-Восточной Азии, в 1975—1978 годах работал в Индии.
В 1978—1985 годах по приглашению М. К. Кузьмина работал доцентом кафедры истории медицины 1-го ММИ имени И. М. Сеченова, затем доцентом кафедры школьной гигиены Московского государственного педагогического института имени В. И. Ленина.
С 1989 года — профессор кафедры истории медицины и культурологии Сеченовского Университета. Круг его научных интересов — системные проблемы формирования здорового образа жизни подрастающего поколения; преподавание гигиены в средней школе. Руководитель «Кружка любителей истории медицины» при кафедре. Под руководством профессора Коростелёва защищены 3 кандидатские диссертации (Волков З. Н., Кононов И. Ф., Нисконен Л. Г.) в области гигиенического воспитания молодёжи.
Подготовил более 600 научно-художественных, научно-популярных книг, рассказов и статей по охране здоровья и о природе; один из авторов универсальной энциклопедии «Что такое? Кто такой?», автор рубрики «Советы доктора Нехворайка» в газете «Пионерская правда».
Автор около 200 научных работ по гигиене, гигиеническому воспитанию, истории медицины и культурологии. Его научные исследования посвящены истории Сеченовского Университета, некрополю медицинского факультета, связи медицины и культуры. Совместно с профессором А. В. Недоступом провёл исследования по определению точного места захоронения первого русского профессора на медицинском факультете Императорского Московского университета С. Г. Зыбелина и установил памятную доску и крест. По сценариям Б. Коростелёва снято 6 фильмов. Н. Б. Коростелёв стоял у истоков создания музея МГМУ имени И. М. Сеченова.
Многолетний автор «Московского журнала» и газеты «Больница». Член редколлегий журналов «Проблемы социальной гигиены, здравоохранения и истории медицины» и «Исторического вестника ММА им. И. М. Сеченова», а также «Московской энциклопедии». Консультант по истории медицины журнала «Медицинский курьер».
Другая сфера научных интересов — этнография и энтомология. С целью сбора этнографического материала совершил десятки путешествий: Кавказ, Средняя Азия, Колыма, Чукотка, Приморский край, Дальний Восток. Его именем названы два впервые открытые вида жуков — Agapathia Korostelevi и Carabus Korostelevi.
Являлся дарителем коллекций в собрание Дарвиновского музея, Биологического музея имени К. А. Тимирязева, музея-усадьбы Мелихово, музея ММА имени И. М. Сеченова и других, а также в Московский зоопарк.
Скоропостижно скончался от COVID-19 в больнице, где проходил плановую госпитализацию по замене кардиостимулятора. Похоронен на Пятницком кладбище.

## Семья
Жена — однокурсница, Нинель Владимировна Коростелёва. Дочь Марина (1955), сын Борис (1961) — врачи. Четверо внуков, два правнука.

## Труды

### Книги
- Коростелёв, Н. Б. Животные и здоровье человека. — Москва: Знание, 1962. — 56 с.
- Коростелёв, Н. Б. В царстве Гигии. — Москва: Советская Россия, 1980. — 192 с.
- Коростелёв, Н. Б. Шаг за шагом: Твой календарь здоровья. — Москва: Молодая гвардия, 1984. — 95 с.
- Коростелёв, Н. Б. От А до Я. — Москва: Медицина, 1987. — 287 с.
- Коростелёв, Н. Б. Найденное время: [О массовой физкультуре]. — Москва: Физкультура и спорт, 1988. — 224 с.
- Коростелёв, Н. Б. 50 уроков здоровья для маленьких и больших: Рассказы. — Москва: Детская литература, 1991. — 105 с.
- Коростелёв, Н. Б. Избранные лекции по курсу «История Отечества, медицины и культурологии». — Москва: Медицина, 1997. — 109 с.
- Коростелёв, Н. Б. Прогулки по клиническому городку (из истории ММА имени И. М. Сеченова). — Москва: Русский врач, 1998. — 140 с.
- Коростелёв, Н. Б. Автобиографические записки Н.Б. Коростелева профессора Московской медицинской академии им. И.М. Сеченова. — Москва: Лика, 2002. — 399 с.
- Коростелёв, Н. Б. Марьсергевна и Барсик: из московской жизни конца 50-х — начала 60-х годов XX века и с экскурсом в век XIX и даже XXI. — Москва: Мэйлер, 2011. — 56 с.

### Статьи
- Коростелёв Н. Б., Данилевский М. Л. Чистый мир Зуванда // Лес и Человек’89: Науч.-попул. ежегодник о лесе и его роли в нашей жизни. 1988. С. 79—80.
- Коростелёв Н. Б. Добрый тополь со столетним стажем… // Лес и Человек’89: Науч.-попул. ежегодник о лесе и его роли в нашей жизни. 1988. С. 86—88.
- Коростелёв Н. Б. Музей и гуманитаризация медицинского образования // Милосердие, благотворительность и медицинские музеи. II Международный симпозиум 6-9 октября 1992 г. Тезисы докладов. М., 1992. С. 137—139.
- Коростелёв Н. Б., Громов А. И. Гигиенические выставки и музеи в России // История медицины, благотворительность и милосердие, медицинские музеи: тезисы докл. III международного симпозиума. г. Москва, сентябрь, 1994 г. М., 1995. С. 137—138.
- Коростелёв Н. Б. Поездка Г. И. Россолимо в Ясную Поляну // Неврологический журнал. 1996. № 2.
- Коростелёв Н. Б. Народная гигиена (историко-медицинская оценка) // Проблемы социальной гигиены, здравоохранения и история медицины. 1996. № 3. С. 56.
- Коростелёв Н. Б. Храмы Клинического городка // Исторический вестник ММА им. И. М. Сеченова. Т.8. М., 1997. С.125—130.
- Коростелёв Н. Б. Из усердия к отечеству (о Д. С. Самойловиче) // Медицинский курьер. 1997. № 4 (5). С.52—54.
- Коростелёв Н. Б. За помощью в Третьяковку // Больница. 1998. № 4. С. 10—11.
- Коростелёв Н. Б. «Мед» и агрессия // Больница. 1998. № 6. С. 18—19.
- Коростелёв Н. Б. «Дар Богов» в целях лечения…" // Больница. 1998. № 8. С. 18—19.
- Коростелёв Н. Б. Самая университетская повесть А. П. Чехова // Мелихово. Альманах. 1999. С. 138—146.
- Коростелёв Н. Б. Добро и зло голубого экрана // Больница. 1999. № 11. С. 14—15.
- Коростелёв Н. Б. Особый мир // Больница. 2000. № 3. С. 12—13.
- Коростелёв Н. Б. Жить и помнить // Московский журнал. 2000. № 8.
- Коростелёв Н. Б. Эра Корсакова // Московский журнал. 2004. № 4. С. 49—51.